# Uuno Klami

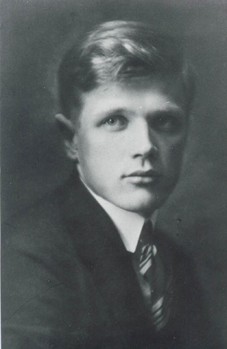
Uuno Klami

Uuno Kalervo Klami (ur. 2 września 1900 w Virolahti, zm. 29 maja 1961 tamże) – fiński kompozytor i pianista.

## Życiorys
W 1915 został przyjęty do Helsińskiego Instytutu Muzycznego (aktualnie Akademia Sibeliusa), gdzie studiował z przerwami do 1924 u Erkkiego Melartina (kompozycję), Leeviego Madetoi (historię muzyki) i Ilmara Hannikainena (fortepian) .
W latach 1924–1925 przebywał w Paryżu, gdzie korzystał z konsultacji udzielanych mu przez impresjonistę Florenta Schmitta. Mógł też nawiązać wówczas znajomość z Maurice’em Ravelem, którego muzyka na zawsze stała się obiektem jego podziwu . Silnie oddziaływały na niego również kompozycje Igora Strawinskiego, Siergieja Prokofjewa, Arthura Honeggera oraz współczesna muzyka hiszpańska .
W latach 1928–1929 kontynuował studia kompozytorskie w Wiedniu u Hansa Gála. Nie miał bezpośredniego kontaktu z modernistyczną Drugą Szkołą Wiedeńską, a jego zainteresowanie muzyką dodekafoniczną było stymulowane jedynie wiedeńskimi wizytami Ravela i Béli Bartóka .
Po powrocie do Finlandii skupił się głównie na twórczości kompozytorskiej, choć zajmował się także krytyką muzyczną, publikując w czołowej fińskiej gazecie „Helsingin Sanomat” (1932–1959). W latach 1938–1959 otrzymywał rządowe stypendium twórcze .
W 1949 był członkiem założycielem Finnish Society for Contemporary Music, które od 1951 jest fińskim oddziałem Międzynarodowego Towarzystwa Muzyki Współczesnej (ISCM) . Od 1959 zasiadał w Suomen Akatemia jako przedstawiciel muzyki. Zastąpił na tym stanowisku Yrjö Kilpinena . Odznaczony został krzyżami komandorskimi Orderu Białej Róży Finlandii i Orderu Lwa Finlandii.
Zmarł na atak serca w maju 1961. Został pochowany na cmentarzu Hietaniemi w Helsinkach.

## Twórczość
Klami zaczął komponować już w czasie studiów w Instytucie Muzycznym w Helsinkach. Jego kwartet fortepianowy (1922), kwintet fortepianowy i suita na kwartet smyczkowy zwróciły uwagę współczesnych mu krytyków ze względu na swój modernizm i francuskie wpływy . W Paryżu zafascynował się różnorodnością muzyki tradycyjnej. Wykorzystywał jazz w swoim I Koncercie fortepianowym Une nuit à Montmartre (1925) i w Rag-Time & Blues (1931), zainspirowany tradycyjną muzyką hiszpańską napisał Habanerę na orkiestrę (1926), natomiast swoją fascynację Dalekim Wschodem wyraził w Kolme kiinalaista laulua (Three Chinese Songs, 1928, zaginione) .
Wzorem kompozytorów hiszpańskich i Strawinskiego (z jego okresu rosyjskiego) Klami zwrócił się ku tradycjom fińskim, odkrywając je na nowo ze współczesnego punktu widzenia. Rezultatem była Karjalainen rapsodia (Karelian Rhapsody, 1927), utwór, w którym stworzył swoje własne motywy ludowe . Podobna w charakterze była bardziej znana Kalevala-sarja (Kalevala Suite, 1932/1943) – mistrzowsko zinstrumentalizowana suita będąca rodzajem utworu choreograficznego z recytatorem, czerpiąca z tradycyjnego fińskiego poematu epickiego Kalevala. W swojej formie nawiązywała do prymitywizmu Święta wiosny Strawinskiego .
Klami preferował neoklasycystyczną estetykę, charakterystyczną dla kultury francuskiej (Ravel), rosyjskiej (Strawinski) i hiszpańskiej (de Falla). Tym samym odseparował się od fińskich modernistów lat 20. i do końca życia był przez kolegów kompozytorów uważany za postać nieco anachroniczną . Był jedynym znaczącym kompozytorem fińskim, aktywnym w latach 50., który odrzucił dodekafonię i postępowość, pozostając przy tonalności i fundamentalizmie  . „Jego radykalizm był bardziej ukierunkowany na estetyczne i filozoficzne podstawy kompozycji niż na muzyczny idiom. Jakkolwiek nowoczesna była jego muzyka, nigdy całkowicie nie porzuciła poczucia tonalności” (Helena Tyrväinen) .
Dzięki temu Klami był w Finlandii uważany za drugiego po Sibeliusie największego fińskiego kompozytora. I mimo iż jego stylistyka, genialna orkiestracja oraz ciepła, żywa barwa znacząco odbiegały od emocjonalnego idiomu Sibeliusa , jego muzyka cieszyła się niezmiennym powodzeniem z krótką przerwą w latach 60. 

## Ważniejsze kompozycje
|  | - Koncert fortepianowy nr 1, op. 8 Une nuit à Montmartre (1925) - Sérénades espagnoles (1925/1944) - Habanera na fortepian 1926) - Karjalainen rapsodia (Karelian Rhapsody), op. 15 (1927) - Symphonie enfantine, op. 17 (1928) - Kolme kiinalaista laulua (Three Chinese Songs), na sopran i orkiestrę (1928, zaginione) - Opernredoute, op. 20 (1929) - Cheremissian Fantasy na wiolonczelę i orkiestrę, op. 19 (1931) - Hommage à Haendel, op. 21 (1931) - Fête populaire en plein air (Scenes from a Country Life) (1932) - Sérénades joyeuses (1933) - Helsinki-marssi (Helsinki March) (1934) - Lemminkäinen’s Adventures on the Isle of Saari (1935) - Karjalaisia tansseja (Karelian Dances) (1935) - Nummisuutarit (The Cobblers on the Heath), uwertura (1936) - Psalmus na sopran, baryton, chór mieszany i orkiestrę (1936) - Suita na orkiestrę smyczkową (1937) | - Symfonia nr 1 (1937–38) - Vipusessa käynti (In the Belly of Vipunen) na baryton, chór męski i orkiestrę (1938) z Kalevali - Suomenlinna, uwertura op. 30 (1940) - Kalevala Suite, op. 23 (1933/1943) - Koncert skrzypcowy, op. 32 (1943) - King Lear, uwertura, op. 33 (1944) - Symfonia nr 2, op. 35 (1945) - The Cyclist, rondo na orkiestrę (1946) - Suite for small orchestra, op. 37 (1946) - Karjalainen tori (Karelian Marketplace), op. 39 (1947) - Revontulet (Northern Lights), fantazja na orkiestrę, op. 38 (1948) - Koncert nr 2 na fortepian i orkiestrę smuczkową, op. 41 (1950) - All’Ouvertura, op. 43 (1951) - Tema con 7 variazioni e coda na wiolonczelę i orkiestrę, op. 44 (1954) - Laulu Kuujärvestä (Song of Kuujärvi) na baryton i orkiestrę (1956) - Pyörteitä (Whirls), balet inspirowany Kalevalą (1957–1960) - The Bearer of the Golden Staff, kantata (1960–1961) |